# Donateur
Een donateur is een natuurlijk persoon of rechtspersoon die een organisatie van geldelijke middelen, goederen of diensten voorziet in de hoop dat de organisatie hierdoor beter haar doel kan nastreven.
De donateur is geen lid van de betrokken organisatie. In tegenstelling tot gewone leden heeft hij ook geen recht op gebruik van de faciliteiten van de organisatie.
In principe is iedereen die een bijdrage geeft, hoe gering ook, donateur. Sommige organisaties hanteren het principe van donateurslidmaatschap, dat verkregen kan worden door een vastgelegde minimumdonatie. Een donateurslidmaatschap kan bepaalde rechten geven, bijvoorbeeld het ontvangen van het verenigingsblad of het deelnemen aan evenementen van de instantie, soms tegen een gereduceerd bedrag. De minimumdonatie is meestal lager dan de contributie die door een lid wordt betaald.
Een normaal lid heeft soms ook bepaalde niet-financieel gerelateerde plichten, zoals meehelpen aan onderhoud. Een donateurslidmaatschap geeft enkel de plicht tot het betalen van de minimumdonatie.
Een donateur heeft geen stemrecht en geen toegang tot de algemene ledenvergadering, tenzij daar een afwijkende regeling voor bestaat.